# السوائل (مدينة حجة)

تعديل مصدري - تعديل

السوائل هي إحدى قرى عزلة قدم بمديرية مدينة حجة التابعة لمحافظة حجة، بلغ تعداد سكانها 462 نسمة حسب تعداد اليمن لعام 2004.